# Beiling, Guangdong
Beiling är en köping i sydöstra Kina. Den ligger i Longchuan härad i staden Heyuan i provinsen Guangdong, omkring 270 kilometer nordost om provinshuvudstaden Guangzhou. Antalet invånare är 11 513. Befolkningen består av 5 802 kvinnor och 5 711 män. Barn under 15 år utgör 29,0 %, vuxna 15-64 år 57 %, och äldre över 65 år 13,0 %.